# Jewgienij Piepielajew
Jewgienij Gieorgijewicz Piepielajew (ros. Евгений Георгиевич Пепеляев, ur. 18 marca 1918 w Bodajbo, zm. 4 stycznia 2013 w Moskwie) – radziecki lotnik wojskowy, pułkownik, Bohater Związku Radzieckiego (1952).

## Życiorys
Od 1928 mieszkał i uczył się w Nowosybirsku, później w Omsku, następnie wyjechał do Odessy, gdzie pracował jako tokarz w warsztatach lotniczych i uczył się w aeroklubie. Od 1936 służył w Armii Czerwonej, w 1938 skończył wojskową szkołę pilotów, od grudnia 1938 służył na Dalekim Wschodzie, w listopadzie-grudniu 1943 walczył w wojnie z Niemcami w składzie 162 myśliwskiego pułku lotniczego 1 Armii Powietrznej 3 Frontu Białoruskiego. Wykonał wówczas 10 lotów bojowych, jednak nie odniósł zwycięstw. W sierpniu 1945 jako zastępca dowódcy 300 pułku lotnictwa myśliwskiego uczestniczył w wojnie z Japonią, wykonując 20 lotów bojowych, jednak nie tocząc walk powietrznych. W 1946 był komenderowany służbowo do Chin, w grudniu 1947 ukończył wyższe kursy doskonalenia kadry oficerskiej w Lipiecku i został zastępcą dowódcy 196 lotniczego pułku myśliwskiego gwardii (latał wtedy Jakiem-15 i Ła-15), a w grudniu 1949 zastępcą dowódcy 32 lotniczego pułku myśliwskiego gwardii; latał wówczas MiGiem-15. W październiku 1950 objął dowództwo 196 lotniczego pułku myśliwskiego gwardii, z którym w grudniu 1950 został skierowany do północnych Chin, a w kwietniu 1951 do walk wojny koreańskiej. W maju 1951 w walce powietrznej strącił amerykański samolot F-86, w sierpniu 1951 otrzymał stopień pułkownika. W październiku 1951 zestrzelił kolejny F-86. Łącznie do 1 grudnia 1952 wykonał w wojnie koreańskiej 108 lotów bojowych, a w 38 walkach powietrznych strącił ponad 20 samolotów amerykańskich i południowokoreańskich. Po powrocie do ZSRR, w grudniu 1952 został zastępcą dowódcy 15 Lotniczej Dywizji Myśliwskiej Gwardii 78 Lotniczego Korpusu Myśliwskiego 52 Armii Powietrznej, od 1954 pracował w Zarządzie Przygotowania Bojowego Lotnictwa Myśliwskiego Obrony Przeciwlotniczej Kraju w Moskwie, od października 1956 do grudnia 1958 studiował w Akademii Sztabu Generalnego, po czym został skierowany do Jarosławia jako dowódca 133 Lotniczej Dywizji Myśliwskiej 56 Lotniczego Korpusu Myśliwskiego 52 Armii Powietrznej, 1960-1973 był szefem lotnictwa Briańskiego Lotniczego Myśliwskiego Korpusu Obrony Przeciwlotniczej. Później pracował w instytucie naukowo-badawczym.

## Odznaczenia
- Złota Gwiazda Bohatera Związku Radzieckiego (22 kwietnia 1952)
- Order Lenina (dwukrotnie - 10 października 1951 i 22 kwietnia 1952)
- Order Czerwonego Sztandaru (trzykrotnie - 25 lipca 1949, 2 czerwca 1951 i 30 grudnia 1956)
- Order Wojny Ojczyźnianej I klasy (11 marca 1985)
- Order Wojny Ojczyźnianej II klasy (29 września 1945)
- Order Czerwonej Gwiazdy (dwukrotnie)
- Medal „Za zasługi bojowe” (1946)